# Comité del Comercio
El Comité Electoral Municipal del Comercio fue una alianza política argentina constituida el 20 de febrero de 1908 en la ciudad de Córdoba.

## Historia
A comienzos de 1908, la suba de los impuestos municipales en Córdoba generó el enfrentamiento entre el entonces intendente José Manuel Saravia y un grupo de integrantes de la Bolsa de Comercio local. Éstos, junto con dirigentes clericales y algunos que abandonaron el Partido Autonomista Nacional, constituyeron la alianza llamada Comité Electoral Municipal del Comercio. Sus autoridades eran Carlos Álvarez, Justino Lascano y Domingo Minetti (presidente y vicepresidentes, respectivamente), siendo vocales Pedro Molina, José Tula, Higinio Blanco, Emilio Pujal y Horacio Montanelli; y secretarios, Horacio de la Torre y Marcelino Berrotarán.
El conflicto se agudizó cuando, luego de los comicios para renovar parcialmente el Concejo Deliberante del 1 de marzo de 1908, esta agrupación denunció prácticas fraudulentas por parte del PAN, solicitando la intervención al municipio. El intendente Saravia y la mayoría de los concejales renunciaron, y el gobierno provincial declaró el estado de acefalía del municipio. Ello se concretó en la formación de una Comisión Administradora integrada por Rogelio Martínez (presidente), Jorge Krug, Emilio Dianda, Fernando Luis Giménez y Absalón D. Casas; todos ellos pertenecientes al Comité del Comercio, que se hizo cargo de la municipalidad el 5 de marzo de 1908.
Con miras a los comicios para elegir a un nuevo intendente, la agrupación proclamó a Ramón Gil Barros como candidato el 27 de diciembre de 1908, acompañado por Martínez, Martín Allende, Dianda, Minetti, Flavio Carranza, Giménez, Francisco Sala, Ernesto Cordeiro, Bartolomé Firpo, Julio Patquier, Raimundo Alonso, Casas, Juan F. Cafferata, Samuel Castellano, Pedro Funes Lastra, David Linares y Angel Sosa, como candidatos a concejales. Por su parte, el PAN postuló al ex-intendente Ernesto Bancalari. 
Aunque se avizoraba una victoria del PAN, el Comité del Comercio resultó vencedor en las elecciones del 5 de enero de 1909. Ramón Gil Barros asumió como intendente dos días después. 
En 1911, acercándose la fecha de nuevas elecciones, se produjo un enfrentamiento entre Gil Barros y Martínez, este último, presidente del Concejo Deliberante. Esto produjo que muchos abandonaran la agrupación que, sin embargo, logró retener el mando cuando Gil Barros fue reelecto en los comicios municipales de 1912, venciendo a Martín Gil del PAN.
En las elecciones del 6 de julio de 1915, el Comité del Comercio apoyó la candidatura del radical Henoch D. Aguiar, intendente hasta 1917. Tras la renuncia de Aguiar, Fernando L. Giménez completó su mandato hasta 1918, cuando el Comité del Comercio fue derrotado por la Unión Comunal de León S. Morra.